# Truck Robbery
Truck Robbery ist eine Form des Ladungsdiebstahls. Während der Fahrt wird die Ladung eines Lkw entwendet. 
Die Täter sind mit drei Fahrzeugen unterwegs. Ein Fahrzeug setzt sich vor den Lkw, dessen Ladung gestohlen werden soll, und zwingt diesen, seine Geschwindigkeit zu verringern. Ein weiteres  fährt daneben, um ein Überholen zu verhindern. Hinter dem Lkw fährt ein Pkw so nahe auf, dass ein Täter, der über das Schiebedach auf die Motorhaube gelangt ist, die Verriegelung der hinteren Türe aufbrechen kann, und entwendet die Ware, die er an eine Person weiterreicht, die mit dem Oberkörper aus dem Schiebedach ragt. Die Beute wird im Kfz verstaut. Tatorte sind Autobahnen, insbesondere Abschnitte, auf denen wegen Baustellen nicht schnell gefahren werden kann.

## Straftatbestand

### Deutschland
- § 243 StGB Besonders schwerer Diebstahl
- § 315b StGB Gefährlicher Eingriff in den Straßenverkehr

### Österreich
- § 129 StGB Diebstahl durch Einbruch oder mit Waffen

### Schweiz
- Art. 139 StGB Diebstahl
- Art. 237 StGB Störung des öffentlichen Verkehrs